# Cesar Sujzej
Cesar Sujzej (綏靖天皇 "sujzej-tenno") znan tudi kot "Kan-nuna-kava-mimi ne mikoto (神渟名川耳天皇)" je bil drugi japonski cesar po tradicionalnem nasledstvu. Njegovemu življenju ne moremo z zagotovostjo pripisati datumov, po dogovoru je vladal med leti 581 in 549 pr. n. št.

## Legenda
Sodobni strokovnjaki so postavili pod vprašaj obstoj vsaj prvih devetih cesarjev; Sujzejev potomec cesar Sudžin je prvi, za katerega sklepajo, da je dejansko obstajal. Ime Sujzej-tenno mu je bilo dodeljeno posmrtno v času cesarja Kanmuja. Zgodovinarji ga obravnavajo kot "legendarno osebnost", saj so podatki o njegovem življenju redki in pogosto nezanesljivi. Šele vladavini cesarja Kinmeja v 6. stoletju lahko pripišemo preverljive datume, imena in časi vladanja zgodnjih cesarjev so bili potrjeni kot tradicionalni v času cesarja Kanmuja, 50. vladarja dinastije Jamato.
V Kodžikiju je zapisano kaj malo več kot njegovo ime in rodoslovje. Nihon Šoki je bolj zgovoren, čeprav je razdelek o njegovem življenju zgolj mitičen in skoraj v celoti izrezan iz platna kitajskih legend. Trenutno ima kljub pomanjkanju dokazov o obstoju cesarsko posvečeno lastno svetišče (misasagi) z mavzolejem v Kašihari, imenovano Cukida no oka no e no misasagi. Uvrščajo ga kot prvega med osmimi nedokumentiranimi cesarji (欠史八代 "Kešši-hačidaj"), ki nimajo legend, povezanih s svojimi življenji.
V Kodžikiju pa vseeno najdemo zapise o njegovem vzponu na prestol. Sejzej naj bi bil mlajši sin Džinmujeve glavne žene Himetatarajsukejorihime. Najprej je bil kronski princ njegov starejši brat Kanjajmimi. Po Džinmujevi smrt si je sin njegove nižje žene Ahiracuhime, Tagišimimi, želel prisvojiti prestol. Sujzej je spodbujal starejšega brata, da si izbori pravico do prestola, a ga oblil strah, zato je Sujzej prevzel nalogo. Ko je ubil svojega rivala, se je njegov brat odpovedal pravici do prestola, saj je bil pogumnejši in s tem bolj vreden naziva. Zgodba bi lahko bila samo poskus razlage starodavne prakse ultimogeniture, kjer je zadnjerojeni otrok prejel nasledstvene pravice, kar je kasneje zamenjala praksa primogeniture, pravice prvorojenca.
Džien zapiše, da je bil Sujzej eden od sinovi cesarja Džinmuja in da je vladal iz palače Takaoka-ne-mija pri Kacuragi na prostoru kasnejše province Jamato. Njegovo posmrtno ime pomeni "radostno zdrav mir". Ni dvoma, da je ime kitajskega izvora in budistično po implikaciji, kar nakazuje, da je bilo pridano stoletja kasneje, v času, ko so bile v Kodžiki zapisane legende o dinastiji Jamato.